# Dypen
Dypen är en sjö i Torsby kommun i Värmland och ingår i Glommas huvudavrinningsområde. Sjön är 7,5 meter djup, har en yta på 0,446 kvadratkilometer och är belägen 310,1 meter över havet. Sjön avvattnas av vattendraget Medskogsån (Avundsåsån). Vid provfiske har abborre, gädda, löja och mört fångats i sjön.

## Delavrinningsområde
Dypen ingår i det delavrinningsområde (673835-132525) som SMHI kallar för Ovan Dypån. Medelhöjden är 394 meter över havet och ytan är 25,79 kvadratkilometer. Räknas de 3 avrinningsområdena uppströms in blir den ackumulerade arean 59,59 kvadratkilometer. Medskogsån (Avundsåsån) som avvattnar avrinningsområdet har biflödesordning 2, vilket innebär att vattnet flödar genom totalt 2 vattendrag innan det når havet efter 28 kilometer. Avrinningsområdet består mestadels av skog (82 procent). Avrinningsområdet har 1,04 kvadratkilometer vattenytor vilket ger det en sjöprocent på 4 procent.